# 루이스 헨리 모건
루이스 헨리 모건(Lewis Henry Morgan, 1818년 11월 21일 ~ 1881년 12월 17일)은 미국의 인류학자이다. 아메리카 인디언의 친족 명칭에 대한 연구를 출발점으로 삼아, 여러 문화권의 친족 명칭과 친족 제도에 대한 광범위한 연구를 수행하였다.

## 같이 보기
- 사회문화적 진화
- 민족학